# Doyle's Delight
Doyle's Delight (deleite de Doyle, en español) es el punto geográfico más alto en Belice (1124 m). Se encuentra en la reserva nacional Cockscomb Range, que forma parte de los montes Maya al oeste de Belice.
La montaña recibe su nombre desde 1989 a raíz de un informe de Sharon Matola. Hace referencia al autor del libro El mundo perdido (1912) de Sir Arthur Conan Doyle, que contiene la frase «Hay algo maravilloso y salvaje en un país como este, y nosotros somos los hombres para encontrarlo».
El nombre Doyle's Delight fue aceptado oficialmente por el gobierno beliceño en donde enlista a Doyle's Delight como el punto más alto de ese país y de Belmopán, ya que la capital tiene una calle conocida con el mismo nombre. Recientemente, hay intentos por renombrar esta montaña como Kaan Witz que en lengua maya significa «Montaña del Cielo». Pero hasta el momento, este nombre aún no ha sido oficializado.
La primera expedición en el 2007, fue un acercamiento a las cercanías de la cumbre. Se utilizaron helicópteros para llegar hasta ella por lo remoto del lugar.
Se conocen dos expediciones más por parte de grupos de montañistas en 2007 y 2008, alcanzaron su cumbre luego de caminar y escalar durante ocho días en la selva virgen. Montañistas miembros de estas primeras expediciones: Bruno Kuppinger (Alemania), Christian Rodríguez (Guatemala), Douglas Leonardo (Guatemala), Pavel Dorosovich (Rusia), Emilino Sho (Belice), Alfredo y Erick Cho (Belice).
Asimismo, cabe destacar que Doyle's Delight se encuentra en la región reclamada por la República de Guatemala debido al diferendo territorial entre Belice y Guatemala.

## Atribución
- Esta obra contiene una traducción total derivada de «Doyle's Delight» de Wikipedia en inglés, publicada por sus editores bajo la Licencia de documentación libre de GNU y la Licencia Creative Commons Atribución-CompartirIgual 4.0 Internacional.

- Datos: Q47490